# أرماندو نيفيس
أرماندو نيفيس (بالإسبانية: Armando Nieves)‏ هو لاعب كرة قدم كولومبي، ولد في 14 نوفمبر 1989 في بارانكيا في كولومبيا. لعب مع أتلتيكو جونيور وأمريكا دي كالي وبياست غليفيتسه وتيبورونيس روخوس دي فيراكروز ونادي جامعة غوادالاخارا.

## وصلات خارجية
- أرماندو نيفيس على موقع قاعدة بيانات كرة القدم.إي يو (الإنجليزية)
- أرماندو نيفيس على موقع Soccerway.com (الإنجليزية)